# Klaas Hanzen Heeroma

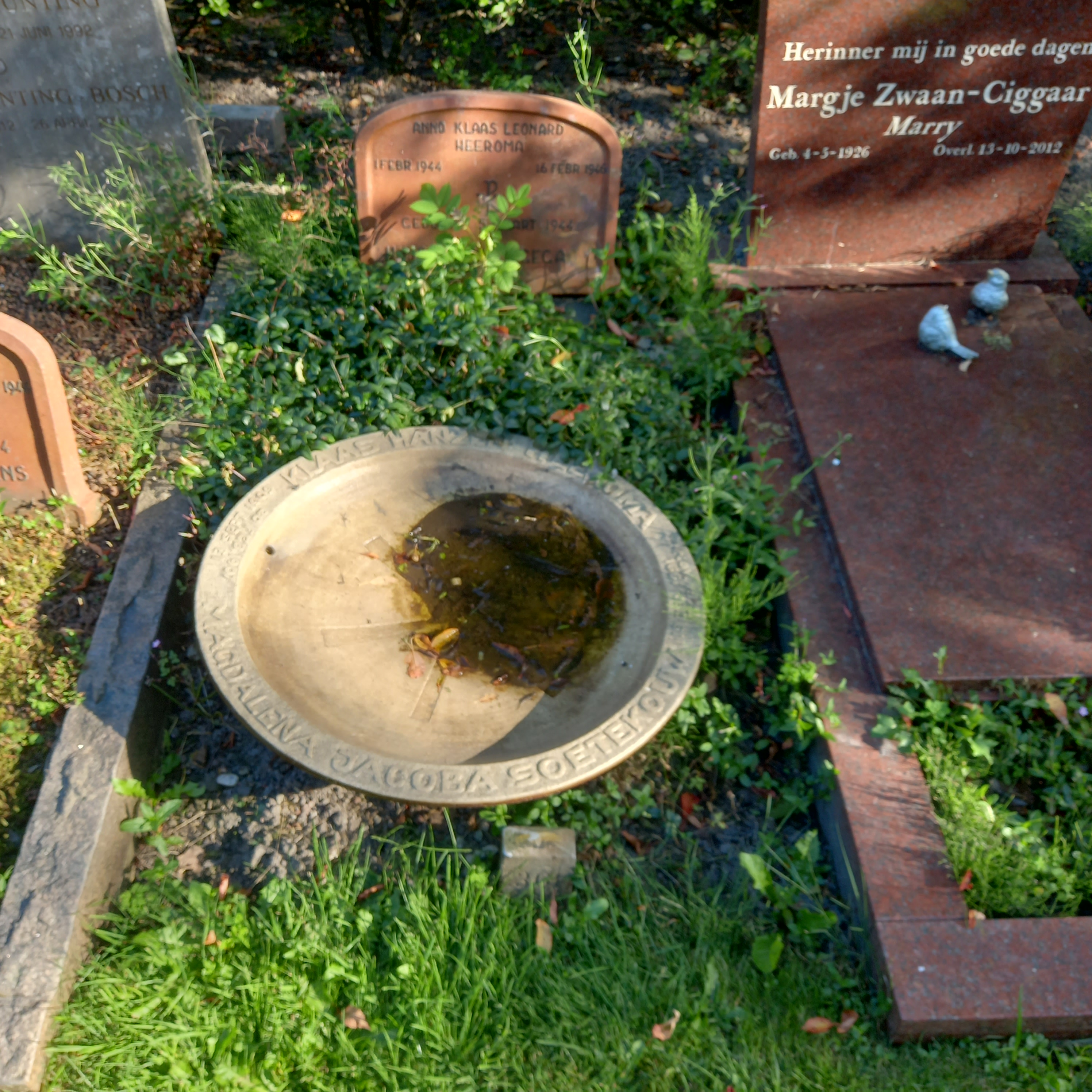
Het graf van Klaas Hanzen Heeroma en zijn echtgenote Magdalena Jacoba Soetekouw op hervormde begraafplaats te Oegstgeest

Klaas Hanzen Heeroma (Hoorn (Terschelling), 13 september 1909 - Groningen, 21 november 1972) was een Nederlandse dichter en taalkundige. Heeroma schreef onder het pseudoniem Muus Jacobse, de naam van een van zijn voorouders van moederszijde die visser op het eiland Marken was geweest.

## Levensloop
Klaas Hanzen Heeroma werd geboren op het waddeneiland Terschelling. In 1928 ging Heeroma in Leiden Nederlands studeren. In 1935 promoveerde hij bij G.G. Kloeke. Nadat hij korte tijd in Wassenaar en Leiden leraar was geweest, werd hij in 1936 benoemd tot medewerker aan het Woordenboek der Nederlandsche taal te Leiden, waar hij bleef werken tot zijn benoeming in 1948 tot hoogleraar in de Nederlandse taal- en letterkunde aan de Universiteit van Indonesië te Djakarta. In 1953 werd hij benoemd tot hoogleraar in de Nedersaksische taal- en letterkunde te Groningen. In 1952/1953 was hij een van de dichters die op de Pietersberg in Oosterbeek ging werken aan een nieuwe psalmberijming. Deze dichters gingen ook een groot aantal gezangen vertalen en schrijven om zo tot een nieuw liedboek te komen. Dit resulteerde in Liedboek voor de Kerken dat in 1973 verscheen en in veel kerkgenootschappen en kerken is ingevoerd. Hiervan zijn twee vertalingen uit het Deens, vijf uit het Duits en 29 eigen gezangen in het liedboek opgenomen. Van de psalmen zijn 22 berijmingen in het liedboek van de hand van Heeroma/Jacobse en van negen berijmingen is hij mede-auteur. Een theologisch boek van zijn hand is: Nader tot een taaltheologie.
Heeroma was voorzitter van de Maatschappij der Nederlandse Letterkunde, lid van de afdeling Letterkunde van de Koninklijke Nederlandse Akademie van Wetenschappen, (KNAW), en buitenlands erelid van de Koninklijke Vlaamse Academie.

## Galerie

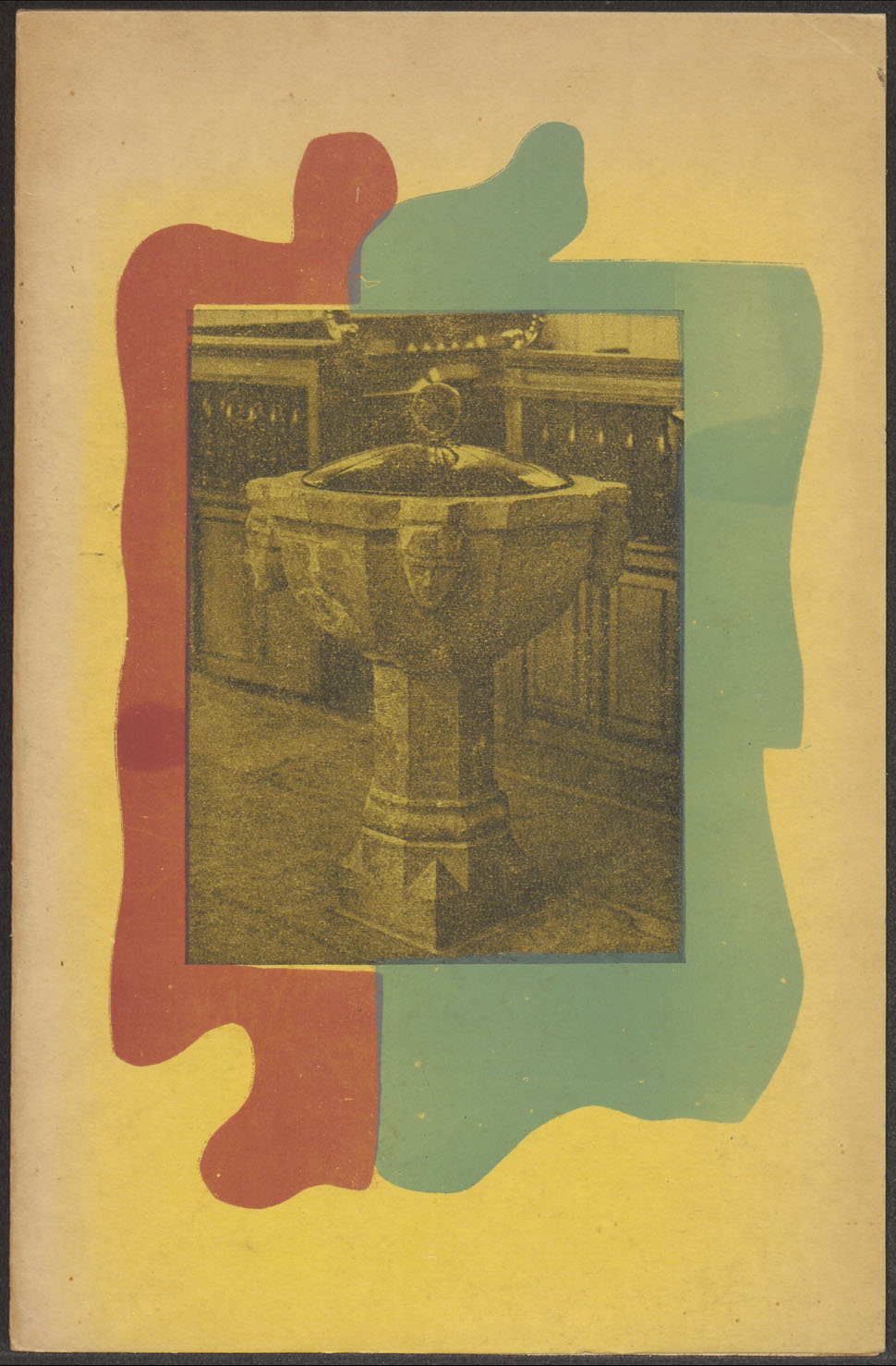
Zo dikwijls als ik dwalend van Muus Jacobse. Ontwerp door Hendrik Werkman (1944)
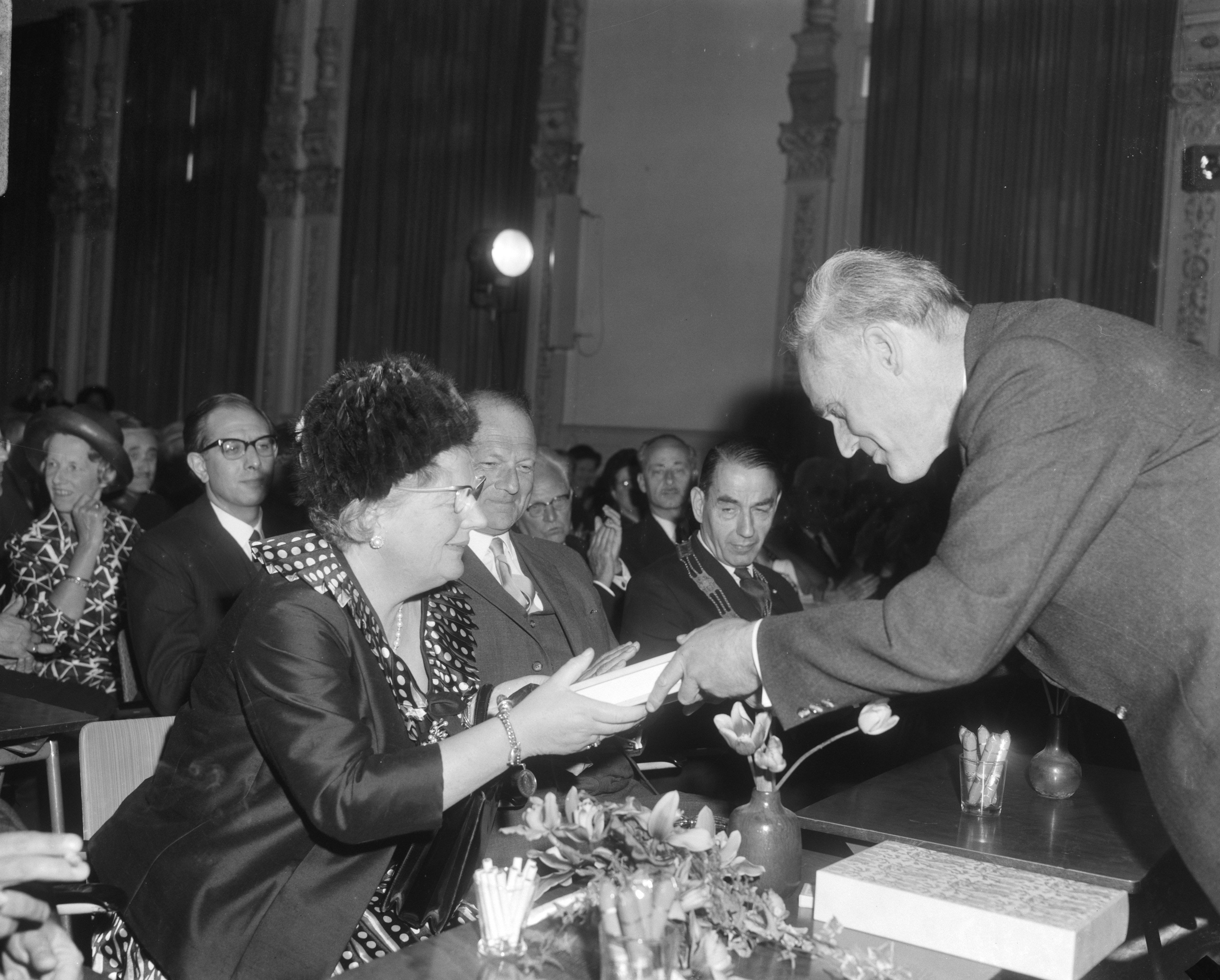
Heeroma en Juliana (1966)